# Kolonia Przylądkowa
Kolonia Przylądkowa (ang. Cape Colony, niderl. Kaapkolonie) – brytyjska kolonia w południowej Afryce, istniejąca (z przerwą) w latach 1795–1910.

## Ważniejsze daty z historii kolonii
- 1652 – miasto Kapsztad założone zostało przez Holendra Jana van Riebeecka, pracującego dla Holenderskiej Kompanii Wschodnioindyjskiej
- 1795 – okupacja Holandii przez Napoleona; zajęcie kolonii przez wojska brytyjskie pod wodzą Jamesa Henry’ego Craiga
- 1798 – oddanie terytorium przez Holenderską Kompanię Wschodnioindyjską na rzecz Republiki Batawskiej
- 1803 – zwrot kolonii Republice Batawskiej przez Brytyjczyków
- 1806 – ponowne zajęcie przez Brytyjczyków po bitwie pod Blaauwbergiem(inne języki) w celu zapobieżenia aneksji terytorium przez Napoleona
- 8 stycznia 1806 – powstanie Kolonii Przylądkowej
- 1904 – wysłanie przez kolonię własnej reprezentacji na Letnie Igrzyska Olimpijskie 1904 w Saint Louis[1].
- 1910 – wejście terytorium w skład Związku Południowej Afryki